# Nacho Cano
Nacho Cano, pseudonimo di Ignacio Andrés Cano (Madrid, 26 febbraio 1963), è un compositore, musicista e cantante spagnolo.

## Biografia
Nato nel 1963, a 5 anni iniziò a suonare la chitarra spagnola e a 12 dà vita alla sua prima band chiamata "Prisma". Fondò il gruppo Mecano nel 1981.